# Iacopa degli Amidei
Iacopa degli Amidei (fl. X-XI secolo) era membro della nobile e antica famiglia degli Amidei.
È una dei primi membri della famiglia di cui ci è pervenuta traccia certa. Iacopa visse a cavallo tra il X e l'XI secolo. Abitò a Firenze anche se principalmente risiedeva nei dintorni della città, nelle varie proprietà della famiglia. Si sposò con Adimaro di Gianni Lieti dei Cavalcanti. Alla morte del marito, ci fu un litigio nella famiglia per una questione inerente a una dote. Questa questione verrà poi ritirata fuori con i discendenti. Questo episodio fu un motivo di leggero scontro tra la famiglia degli Amidei e quella dei Cavalcanti.